# Langford (Bedfordshire)
Langford – wieś i civil parish w Anglii, w hrabstwie ceremonialnym Bedfordshire, w dystrykcie (unitary authority) Central Bedfordshire. Leży 16 km na południowy wschód od centrum miasta Bedford i 62 km na północ od centrum Londynu. W 2011 roku civil parish liczyła 3091 mieszkańców. Langford jest wspomniana w Domesday Book (1086) jako Langeford.